# Premio Rey Jaime I
Los premios Rey Jaime I hoy en día llamados Premios Rei Jaume I, fueron creados en 1989 para favorecer el acercamiento en estudios e investigación, entre las distintas entidades científicas y las empresariales para la promoción de la investigación y el desarrollo científico en España.
Los premios son otorgados por la Fundación Premios Rey Jaime I, constituida por  Generalidad Valenciana y la Fundación Valenciana de Estudios Avanzados con el fin de consolidar e impulsar los premios. Son de ámbito nacional, de convocatoria anual y cada uno de ellos está dotado con 100.000 euros, medalla de oro y diploma además formarán parte del Alto Consejo Consultivo en Investigación y Desarrollo de la Presidencia de la Generalidad Valenciana con el fin de asesorar a la Presidencia de la Generalidad Valenciana en materia de investigación, desarrollo e innovación tecnológica.
El primer año de su creación sólo era en el área de Investigación, posteriormente, se fueron agregando áreas como son: Investigación Básica, Economía, Investigación Médica, Protección del Medio Ambiente, Nuevas Tecnologías, Urbanismo, Paisaje y Sostenibilidad y Al Emprendedor.
Entre los miembros del jurado cabe destacar ha habido un total de 55 Premios Nobel. Desde 2023 las dos fundaciones impulsoras de los Premios Rei Jaume I se fusionan en una sola que pasa a llamarse Fundación Valenciana de los Premios Rei Jaume I

## Premio Rey Jaime I de Investigación Básica
Creado en 1989. Relación de premiados:
| Año  | Galardonado                    | Trabajo |
| ---- | ------------------------------ | --- |
| 2024 | Antonio Acín                   | Contribuciones teóricas en el campo de la información y la comunicación cuántica |
| 2023 | Antonio Echavarren Pablos      | Doctor en química por la Universidad Autónoma de Madrid e investigador del CSICActualmente lidera en Tarragona su propio equipo en el ICIQ (Instituto Catalán de Investigación Química) |
| 2022 | Jesús María Sanz Serna         | Matemático especializado en Matemática aplicada y pionero en integración geométrica. |
| 2021 | Licia Verde                    | Cosmóloga y física teórica profesora ICREA de Física y Astronomía en la Universidad de Barcelona.                                                                                       |
| 2020 | Francisco José García Vidal    | Catedrático de Física teórica de la materia condensada en la Universidad Autónoma de Madrid (UAM)                                                                                       |
| 2019 | Xavier Tolsa Domènech          | Doctor en Matemáticas. Profesor ICREA en la Universidad de Barcelona |
| 2018 | María Vallet Regí              | Catedrático de la Universidad Complutense de Madrid. |
| 2017 | Fernando Martín García         | Catedrático de la Universidad Autónoma de Madrid. |
| 2016 | Francisco Juan Martínez Mojica | Doctor en Biología. Investigador principal. Departamento de Fisiología, Genética y Microbiología. Universidad de Alicante                                                               |
| 2015 | Luis Manuel Liz Marzán         | Doctor en Química. Director Científico CIC biomaGUNE. |
| 2014 | Ángel Rubio Secades            | Doctor en Ciencias Físicas. Director del Instituto Max Planck “Structure and dynamics of Matter” de Hanburgo, y del Nano-bio Spectroscopy grupo de la UPV/EHU.                          |
| 2013 | Manel Esteller Badosa          | Doctor en Medicina y Cirugía. Director Programa de Epigenética y Biología del Cáncer. IDIBELL. Instituto de Biomédica de Bellvitge.                                                     |
| 2012 | Nazario Martin                 | Doctor en Química y catedrático de Química Orgánica en la Universidad Complutense de Madrid.                                                                                            |
| 2011 | Óscar Marín Parra              | Doctor en Biología y profesor de Investigación en el CSIC, en el Instituto de Neurociencias de Alicante.                                                                                |
| 2010 | Ernesto Carmona Guzmán         | Doctor en Ciencias Químicas y catedrático de Química Inorgánica en la Universidad de Sevilla.                                                                                           |
| 2009 | María Ángela Nieto             | Dtora de la Unidad de Neurobiología del Desarrollo del Instituto de Neurociencias CSIC-UMH.                                                                                             |
| 2008 | José Bernabéu                  | Primer miembro español de la División Teórica del CERN. |
| 2007 | María Antonia Blasco Marhuenda | Doctora en Ciencias Biológicas.Vicedirectora Centro Nacional de Investigaciones Oncológicas (CNIO)                                                                                      |
| 2006 | Fernando Reinoso Suárez        | Doctor en Medicina. Profesor Emérito. Universidad Autónoma de Madrid |
| 2005 | José Joaquín Barluenga Mur     | Catedrático de Química Orgánica. Dtor. Instituto Universitario Química Organometálica. Universidad de Oviedo                                                                            |
| 2004 | Carlos López Otín              | Catedrático de Bioquímica y Biología Molecular. Facultad de Medicina.Universidad de Oviedo                                                                                              |
| 2003 | Carlos Martínez Alonso         | Director Dpto. de Inmunología y Oncología. Centro Nacional de Biotecnología. CSIC-UAM                                                                                                   |
| 2002 | Juan Modolell Mainou           | Doctor en Ciencias Químicas. Centro de Biología Molecular. CSIC-Universidad Autónoma de Madrid                                                                                          |
| 2001 | Rafael Rebolo López            | Doctor en Astrofísica. Instituto de Astrofísica de Canarias. CSIC |
| 2000 | Eduardo Soriano García         | Doctor en Biología. Universidad de Barcelona |
| 1999 | Luis Oro Giral                 | Catedrático de Química Inorgánica. Facultad de Ciencias. Universidad de Zaragoza |
| 1998 | José López Barneo              | Catedrático de Fisiología. Facultad de Medicina. Universidad de Sevilla |
| 1997 | Mateo Valero Cortés            | Catedrático del Dpto. de Arquitectura de Ordenadores. Facultad de Informática. UPC |
| 1996 | Ginés Morata Pérez             | CC. Biológicas. Centro de Biología Molecular Severo Ochoa.CSIC-UAM |
| 1995 | Enrique Cerdá Olmedo           | Catedrático de Genética. Facultad de Biología. Universidad de Sevilla |
| 1994 | Margarita Salas Falgueras      | Doctor en Ciencias. Centro Biología Molecular "Severo Ochoa"CSIC-Universidad Autónoma de Madrid                                                                                         |
| 1993 | Alberto Muñoz Terol            | Doctor en Ciencias. Instituto de Investigaciones Biomédicas. CSIC-Universidad Autónoma de Madrid                                                                                        |
| 1992 | Carlos Belmonte Martínez       | Catedrático de Fisiología. Director del Instituto de Neurociencias. Universidad de Alicante                                                                                             |
| 1992 | Facundo Valverde García        | Doctor en Medicina y Cirugía. Instituto de Neurobiología Santiago Ramón y Cajal. Madrid                                                                                                 |
| 1991 | Miguel Ángel Alario Franco     | Catedrático de Química Inorgánica. Facultad de Ciencias Químicas. Univ. Complutense de Madrid                                                                                           |
| 1990 | Julio Rodríguez Villanueva     | Catedrático de Microbiología. Facultad de Ciencias. Universidad de Salamanca |
| 1989 | Manuel Losada Villasante       | Catedrático de Bioquímica. Centro Investigaciones Científicas Isla de la Cartuja. Universidad de Sevilla                                                                                |

## Premio Rey Jaime I de Economía
Creado en 1991. Lista de premiados:
| Año  | Galardonado                        | |
| ---- | ---------------------------------- | --- |
| 2024 | Francisco Pérez García             | Profesor de Economía; gran liderazgo como director de investigación del IVIE                                                      |
| 2023 | Olympia Bover                      | Economista del Banco de España |
| 2022 | Marta Reynal-Querol                | Economista e investigadora en el ICREA                                                                                            |
| 2021 | Antonio Cabrales Goitia            | Profesor de la Universidad Carlos III                                                                                             |
| 2020 | Diego Puga Pequeño                 | Profesor del Centro de Estudios Monetarios y Financieros (CEMFI).                                                                 |
| 2019 | José García Montalvo               | Catedrático de la Universidad Pompeu Fabra                                                                                        |
| 2018 | Xavier Freixas                     | Doctor en Economía y catedrático de la Universidad Pompeu Fabra.                                                                  |
| 2017 | Carmen Herrero Blanco              | Licenciada en Matemáticas, doctora en Economía y catedrática de Fundamentos del Análisis Económico en la Universidad de Alicante. |
| 2016 | Albert Marcet Torrens              | Doctor en Economía. Director del Instituto de Análisis Económico-CSIC                                                             |
| 2015 | Juan José Dolado Lobregad          | Catedrático de Economía. Universidad Carlos III de Madrid.                                                                        |
| 2014 | Enrique Sentana Ibáñez             | Profesor del Centro de Estudios Monetarios y Financieros (CEMFI).                                                                 |
| 2013 | Francesc Xavier Vives Torrents     | Profesor de Economía y Finanzas IESE Business School de Barcelona.                                                                |
| 2012 | Manuel Arellano                    | Profesor del Centro de Estudios Monetarios y Financieros (CEMFI).                                                                 |
| 2011 | Daniel Peña Sánchez de Rivera      | Rector de la Universidad Carlos III de Madrid.                                                                                    |
| 2010 | Rafael Repullo                     | Profesor del Centro de Estudios Monetarios y Financieros (CEMFI).                                                                 |
| 2009 | Gonzalo Anes Álvarez de Castrillón | Doctor en Ciencias Económicas. Catedrático de la Universidad Complutense de Madrid.                                               |
| 2008 | Salvador Barberà                   | Doctor en Ciencias Económicas. Catedrático de la UAB, director de MOVE.                                                           |
| 2007 | Joan Maria Esteban Marquillas      | Doctor en Ciencias Económicas. Instituto de Análisis Económicos, CSIC.                                                            |
| 2006 | Luis Ángel Rojo Duque              | Catedrático de Fundamento de Análisis Económico. Exgobernador del Banco de España                                                 |
| 2005 | Agustín Maravall Herrero           | Doctor Ingeniero Agrónomo. Economista Jefe. Servicio de Estudios del Banco de España. Madrid                                      |
| 2004 | Jordi Galí Garreta                 | Doctor en Economía. Director CREI. Centre de Recerca en Economía Internacional. UPF. Barcelona                                    |
| 2003 | Pedro Schwartz Girón               | Catedrático de Hª de las Doctrinas Económicas. Facultad de CC. Económicas y Empresariales. UAM                                    |
| 2002 | Luis Gámir Casares                 | Catedrático de Política Económica. Presidente Consejo Consultivo de Privatizaciones. Madrid                                       |
| 2001 | José Viñals Iñiguez                | Doctor en Economía. Director general de Asuntos Internacionales. Banco de España. Madrid                                          |
| 2000 | José B. Terceiro Lomba             | Doctor en Ciencias Económicas. Facultad de CC. Económicas y Empresariales. UCM                                                    |
| 1999 | Jaime Lamo de Espinosa             | Catedrático de Economía y Comercialización Agraria. E.T.S.I. Agrónomos. UPM                                                       |
| 1998 | José Barea Tejeiro                 | Catedrático de Hacienda Pública. Profesor Emérito. Universidad Autónoma de Madrid                                                 |
| 1997 | Ramón Tamames Gómez                | Catedrático de Estructura Económica. Facultad de CC. Económicas y Empresariales. UCM                                              |
| 1996 | Juan Velarde Fuertes               | Catedrático de Economía aplicada y Profesor Emérito de la UCM                                                                     |
| 1995 | Fabián Estapé Rodríguez            | Catedrático de Política Económica. Profesor Emérito de la Universidad de Barcelona                                                |
| 1994 | Juan Sardá Dexeus                  | Catedrático Emérito de la Universidad Autónoma de Barcelona                                                                       |
| 1993 | Enrique Fuentes Quintana           | Doctor en Derecho y en Ciencias Políticas y Económicas. Profesor Emérito de la UNED                                               |
| 1992 | Álvaro Cuervo García               | Catedrático de Economía de la Empresa. Universidad Complutense de Madrid                                                          |
| 1992 | Vicente Salas Fumás                | Catedrático de Economía de la Empresa. Universidad Autónoma de Barcelona                                                          |
| 1991 | Julio Alcaide Inchausti            | Economista y Estadístico Fundación FIES de Madrid                                                                                 |
| 1991 | Antoni Espasa Terrades             | Catedrático de Fundamentos de Análisis Económico. Universidad Carlos III de Madrid                                                |

## Premio Rey Jaime I de Investigación Médica/Medicina Clínica
Creado en 1993. Lista de premiados:
| Año  | Galardonado                  | Trabajo |
| ---- | ---------------------------- | --- |
| 2024 | Jordi Sunyer Deu             | Medicina Clínica; situar la salud pública a niveles nacionales e internacionales de relevancia a través del reconocimiento de nuevos factores de riesgo en la epidemia de asma |
| 2024 | Xavier Trepat Guixe          | Investigación Médica; autoridad mundial y pionero en el campo de la mecanobiología                                                                                             |
| 2023 | Guillermina López-Bendito    | Doctora en Neurociencias e investigadora del CSIC |
| 2022 | Antonio de Lacy              | |
| 2021 | Eduard Batlle                | Investigador del Instituto Catalán de Investigación y Estudios Avanzados |
| 2020 | Miguel Beato del Rosal       | |
| 2019 | Pura Muñoz-Cànoves           | Catedrática de Biología Celular de la Universitat Pompeu Fabra |
| 2018 | Dolores Corella Piquer       | Catedrática de Medicina Preventiva y Salud Pública en la Universitat de València                                                                                               |
| 2017 | Josep Dalmau Obrador         | Institut d'Investigació Biomédica August Pi i Sunyer, de la Facultat de Medicina de Barcelona                                                                                  |
| 2016 | Elías Campo Güerri           | Director de Investigación del Hospital Clínico y catedrático de Anatomía Patológica. Hospital Clínic de Barcelona.                                                             |
| 2015 | Josep Brugada Terradellas    | Doctor en Medicina y Cirugía. Consultor Sénior. Servicio de Cardiología Hospital Clínic de Barcelona.                                                                          |
| 2014 | Lina Badimón Maestro         | Doctora en Farmacia. Directora del Instituto Catalán de Ciencias Cardiovasculares (CSIC-ICCC).                                                                                 |
| 2013 | Jesús San Miguel Izquierdo   | Doctor en Medicina. Jefe Servicio de Hematología. Hospital Universitario de Salamanca.                                                                                         |
| 2012 | Jesús Egido de los Ríos      | Jefe de Servicio de Nefrología en la Fundación Jiménez Díaz de UAM. |
| 2011 | Carlos Antonio Simón Vallés  | Catedrático de Obstetricia y Ginecología, Investigador del Instituto Valenciano de Infertilidad, director del Centro de Investigación Príncipe Felipe y presidente de Bioval.  |
| 2010 | José Mir Pallardó            | Catedrático MD, PhD en Medicina y Cirugía y Jefe de Servicio Trasplante en el Hospital Universitario La Fe de Valencia.                                                        |
| 2009 | Ángel Carracedo Álvarez      | Catedrático de Medicina Legal de la Universidad de Santiago de Compostela. |
| 2008 | José Baselga                 | Jefe del Servicio de Oncología, Hematología Clínica y Radioterapia del Hospital Universitario Valle de Hebrón de Barcelona.                                                    |
| 2007 | Carlos Macaya Miguel         | Director Instituto Cardiovascular. Hospital Clínico San Carlos. Madrid. |
| 2006 | Francisco X. Bosch José      | Doctor en Medicina. Jefe Servicio de Epidemiología y Registro del Cáncer. Instituto Catalán de Oncología                                                                       |
| 2005 | Felipe Casanueva Freijo      | Catedrático de Medicina. Jefe sección de Endocrinología. Universidad de Santiago de Compostela                                                                                 |
| 2004 | Antonio Pellicer Martínez    | Catedrático de Obstetricia y Ginecología. Presidente Instituto Valenciano de Infertilidad (IVI). Valencia                                                                      |
| 2003 | Antonio Bayes de Luna        | Catedrático de Cardiología. Director del Instituto Catalán de Cardiología |
| 2002 | Rafael Carmena Rodríguez     | Catedrático de Medicina. Jefe Servicio de Endocrinología. Hospital Clínico de Valencia                                                                                         |
| 2001 | Manuela Martínez Regúlez     | Doctor en Medicina y Cirugía. Hospital Universitario Materno Infantil Vall d'HebrónBarcelona                                                                                   |
| 2000 | Justo J. García Yébenes      | Doctor en Medicina. Jefe del Servicio de Neurología.Fundación Jiménez Díaz de Madrid                                                                                           |
| 1999 | Rafael Matesanz Acedos       | Doctor en Medicina y Cirugía. Jefe Servicio de Nefrología. Hospital Ramón y Cajal de Madrid                                                                                    |
| 1998 | Gabriella Morreale de Castro | Doctor en Ciencias. Instituto de Investigaciones Biomédicas A. Sols. Madrid |
| 1997 | Juan Luis Barcia Salorio     | Catedrático de Neurocirugía. Universidad de Valencia |
| 1996 | Mercedes Ruiz Moreno         | Doctora en Medicina. Jefe Servicio de Pediatría. Fundación Jiménez Díaz. Madrid                                                                                                |
| 1995 | Ciril Rozman Borstnar        | Catedrático de Patología y Clínica Médica. Profesor Emérito de la Universidad de Barcelona                                                                                     |
| 1994 | Francisco Navarro López      | Doctor en Medicina. Jefe Servicio de Cirugía y Unidad Coronaria. Hospital Clínico de Barcelona                                                                                 |
| 1993 | José María Segovia de Arana  | Catedrático de Patología Médica y profesor Emérito. Universidad Autónoma de Madrid                                                                                             |

## Premio Rey Jaime I de Protección del Medio Ambiente
Creado en 1995. Lista de premiados:
| Año  | Galardonado                      | Trabajo |
| ---- | -------------------------------- | --- |
| 2024 | Sergio Vicente Serrano           | Contribuciones fundamentales para transformar nuestro conocimiento de la sequía, como uno de los desafíos más críticos de nuestro tiempo. |
| 2023 | Carlota Escutia                  | Doctora en ciencias marinas. |
| 2022 | Emilio Chuvieco Salinero         | |
| 2021 | Fernando Valladares              | Profesor-investigador del CSIC. |
| 2020 | Fernando Maestre Gil             | Catedrático de Biología en excedencia de la Universidad Rey Juan Carlos], Investigador Distinguido en la Universidad de Alicante.         |
| 2019 | José Antonio Sobrino Rodríguez   | Catedrático de Física de la Tierra de la Universidad de Valencia                                                                          |
| 2018 | Iñigo J. Losada Rodríguez        | Catedrático de la ETSI de Caminos, Canales y Puertos. Instituto de Hidráulica Ambiental "IHCantabria". Universidad de Cantabria           |
| 2017 | Anna Maria Traveset Vilaginés    | Profesora de investigación de IMEDEA (CSIC-UIB) de Mallorca                                                                               |
| 2016 | Miguel Bastos Araújo             | Profesor de Investigación del CSIC. Museo Nacional de Ciencias Naturales                                                                  |
| 2015 | Josep Peñuelas Reixach           | Doctor en Biología. Profesor de Investigación del CSIC. Centre de Recerca Ecològica i Aplicacions Forestals.                              |
| 2014 | Pedro Jordano Barbudo            | Doctor en Biología. Profesor de Investigación del CSIC. Estación Biológica de Doñana.                                                     |
| 2013 | Xavier Querol Carceller          | Doctor en Ciencias. Profesor de Investigación del CSIC. IDAEA, Instituto de Diagnóstico Ambiental y Estudios del Agua.                    |
| 2012 | Juan Luis Ramos Martín           | Doctor en Biología por la Universidad de Sevilla y profesor de investigación en el CSIC.                                                  |
| 2011 | Sixto Malato Rodríguez           | Doctor en Ciencias Químicas e Investigador Titular del CIEMAT.                                                                            |
| 2010 | Jordi Bascompte                  | Profesor de Investigación del CSIC en la Estación Biológica de Doñana.                                                                    |
| 2009 | Carlos Manuel Duarte Quesada     | Doctor en Biología. Profesor de Investigación del CSIC.                                                                                   |
| 2008 | Miquel Canals                    | Doctor en Geología. Profesor de la Universidad de Barcelona.                                                                              |
| 2007 | Damiá Barceló Culleres           | Doctor en Química Analítica. Profesor de Investigación. IIQAB-CSIC. Barcelona.                                                            |
| 2006 | Rafael Fernández Rubio           | Doctor Ingeniero de Minas. Catedrático Emérito. Universidad Politécnica de Madrid                                                         |
| 2005 | Joan Grimalt Obrador             | Doctor en Ciencias Químicas. Profesor de Investigación del CSIC. Instituto de Investigaciones Químicas y Ambientales de Barcelona.        |
| 2004 | Alex Aguilar Vila                | Doctor en Biología. Departamento de Biología Animal. Facultad de Biología. Universidad de Barcelona.                                      |
| 2003 | Miguel Delibes de Castro         | Doctor en Biología. Profesor de Investigación del CSIC. Estación Biológica de Doñana. Sevilla                                             |
| 2002 | Rafael M. Jiménez Díaz           | Doctor Ingeniero Agrónomo. Instituto de Agricultura Sostenible de Córdoba                                                                 |
| 2001 | Víctor de Lorenzo Prieto         | Doctor en Ciencias. Centro Nacional de Biotecnología. CSIC                                                                                |
| 2000 | Ramón Martín Mateo               | Doctor en Derecho. Profesor Emérito. Universidad de Alicante de Madrid                                                                    |
| 1999 | Antonio Luque López              | Doctor Ingeniero en Telecomunicación. Instituto de Energía Solar. Universidad Politécnica de Madrid                                       |
| 1998 | Filiberto López-Cadenas de Llano | Doctor Ingeniero de Montes. Profesor Emérito. Universidad Politécnica de Madrid                                                           |
| 1997 | José María Baldasano Recio       | Doctor en Ciencias Químicas. Catedrático de Proyectos de Ingeniería. Universidad Politécnica de Cataluña                                  |
| 1996 | José Luis Rubio Delgado          | Doctor Ingeniero Agrónomo. Centro de Investigaciones sobre Desertificación. CSIC-Valencia                                                 |
| 1995 | Francisco García Novo            | Catedrático de Ecología. Universidad de Sevilla                                                                                           |

## Premio Rey Jaime I a las Nuevas Tecnologías
Creado en 2000. Lista de premiados:
| Año  | Galardonado                     | Trabajo |
| ---- | ------------------------------- | --- |
| 2025 | María Jesús Vicent Docón        | Química e investigadora especializada en el desarrollo de terapias avanzadas mediante nanomedicina. |
| 2024 | Luis Serrano Pubul              | Biología de sistemas, biología sintética y el diseño de proteínas |
| 2023 | Daniel Maspoch                  | Investigador del ICN2 (Instituto Catalán de Nanociencia y Nanotecnología) |
| 2022 | Montserrat Calleja Gómez        | Doctora en física. Profesora de investigación del CSIC. Instituto de Micro y Nanotecnología |
| 2021 | Nuria Oliver                    | Experta en Inteligencia Artificial. Doctora por el MIT. Académica numeraria de la Real Academia de Ingeniería de España |
| 2020 | Laura M. Lechuga Gómez          | Química e investigadora española del Consejo Superior de Investigaciones Científicas |
| 2019 | Aníbal Ollero Baturone          | Doctor ingeniero y catedrático de Robótica en la Universidad de Sevilla. |
| 2018 | Ramón Martínez Máñez            | Catedrático de Química Universidad Politécnica de Valencia. Director Instituto Investigación de Reconocimiento Molecular y Desarrollo Tecnológico (IDM). Director científico del Centro de Investigación Biomédica en Red en Bioingeniería, Biomateriales y Nanomedicina (CIBER-BBN). |
| 2017 | Susana Marcos Celestino         | Doctora en Física por la Universidad de Salamanca. Profesora de Investigación del Instituto de Óptica del CSIC en Madrid. |
| 2016 | Hermenegildo García Gómez       | Catedrático de Química. Instituto de Tecnología Química CSIC-UPV, Universitat Politécnica de Valencia. |
| 2015 | Pablo Artal Soriano             | Doctor en Ciencias Físicas. Catedrático del Instituto Universitario de Investigación en Óptica y Nanofísica. Universidad de Murcia. |
| 2014 | Javier García Martínez          | Doctor en Ciencias Químicas. Director del Laboratorio de Nanotecnología Molecular de la Universidad de Alicante. |
| 2013 | Antonio González Colás          | Doctor en informática y catedrático de la UPC. Director INTEL Barcelona Research Center. |
| 2012 | José Capmany Francoy            | Doctor Ingeniero de Telecomunicación, Doctor en Ciencias Físicas, Director del Instituto Universitario de Telecomunicación y Aplicaciones Multimedia de la Universidad Politécnica de Valencia.                                                                                       |
| 2011 | María José Alonso Fernández     | Doctor Vicerrectora de Investigación e Innovación de la Universidad de Santiago de Compostela. |
| 2010 | Manuel Martín Neira             | Doctor ingeniero en Telecomunicaciones, Ingeniero principal del Instrumento SMOS en la Agencia Espacial Europea. |
| 2009 | Juan Antonio Rubio Rodríguez    | Doctor en Ciencias Físicas. Dtor del CIEMAT. |
| 2008 | José María Benlloch             | Consejo Superior de Investigaciones Científicas, descubridor del quark top. |
| 2007 | Antonio Barrero Ripoll          | Doctor Ingeniero Aeronáutico. Escuela Técnica Superior de Ingenieros. Universidad de Sevilla. |
| 2006 | José Francisco Duato Marín      | Catedrático Dpt. de Informática de Sistemas y Computadores. Universidad Politécnica de Valencia. |
| 2005 | Fernando Briones Fernández-Pola | Doctor en Ciencias Físicas. Director Instituto de Microelectrónica de Madrid. CSIC |
| 2004 | Luis Navarro Lucas              | Doctor Ingeniero Agrónomo. Instituto Valenciano de Investigaciones Agrarias. Valencia. |
| 2003 | Eugenio Coronado Miralles       | Doctor en Ciencias Químicas. Director del Instituto de Ciencia Molecular. Universidad de Valencia |
| 2002 | Agustín Escardino Benlloch      | Catedrático d'e Ingeniería Química. Instituto de Tecnología Química. Universidad Jaume I de Castellón |
| 2001 | Eduardo Primo Yúfera            | Catedrático Bioquímica y B. Molecular.Instituto Tecnología Química. Universidad Politécnica de Valencia |
| 2000 | Avelino Corma Canos             | Doctor en Ciencies Químicas. Instituto de Tecnología Química. Universidad Politécnica de Valencia |

## Premio Rey Jaime I de Urbanismo, Paisaje y Sostenibilidad
El Premio de Urbanismo, Paisaje y Sostenibilidad se convocó durante los años 2006 al 2010. Lista de premiados:
| Año  | Galardonado               | Trabajo                                                                          |
| ---- | ------------------------- | -------------------------------------------------------------------------------- |
| 2010 | Rafael Moneo              | Arquitecto. Catedrático de Arquitectura de la Universidad de Harvard             |
| 2009 | Joan Nogué Font           | Catedrático de Geografía Humana de la Universidad de Gerona.                     |
| 2008 | Manuel Solá-Morales       | Arquitecto y fundador del Laboratorio de Urbanismo de Barcelona.                 |
| 2007 | Alfonso Vegara Gómez      | Doctor Arquitecto Especialidad Urbanismo. Presidente Fundación Metrópoli. Madrid |
| 2006 | Antonio Lamela Martínez   | Arquitecto. Madrid                                                               |
| 2005 | Fernando de Terán Troyano | Doctor Arquitecto. Profesor Emérito. Universidad Politécnica de Madrid           |

## Premio Rey Jaime I al Emprendedor
Concedido desde 2010. Lista de premiados: y actualización lista de premiados 2017
| Año  | Galardonado                    | Trabajo |
| ---- | ------------------------------ | --- |
| 2024 | Víctor P. Armanani             | Creador de Big Buy en 2013,solución innovadora e integral que facilita a las empresas pequeñas la infraestructura para el comercio on-line, |
| 2023 | Alfonso Jiménez Rodríguez-Vila | Presidente de Cascajares, empresa de productos cárnicos preparados                                                                          |
| 2022 | Ángela Pérez Pérez             | Vicepresidenta Ejecutiva Health in Code |
| 2021 | Benito Jiménez                 | |
| 2020 | Verónica Pascual Boé.          | |
| 2019 | Carlota Pi Amorós              | Cofundadora Frundaising y Marketing de Holaluz                                                                                              |
| 2018 | Enrique Silla Vidal            | Licenciado de Ciencias Empresariales por la Universidad de Valencia.                                                                        |
| 2017 | Alicia Asín                    | Ingeniera y CEO de la empresa Libelium |
| 2016 | Alberto Gutiérrez Garrido      | CEO y fundador de Aquaservice |
| 2015 | Óscar Landeta Elorz            | CEO y director general Certest Biotec, S.L                                                                                                  |
| 2014 | José Tomás Claramonte          | Director Gerente y CEO de KERAjet, S.A. |
| 2013 | Pedro Espinosa Martínez        | Ingeniero Industrial. Gerente y Socio fundador de LlaoLlao, S.L.                                                                            |
| 2012 | Noriel Pavón Hernández         | Fundador y presidente de ONCOVISION (GEM-Imaging, S.A.)                                                                                     |
| 2011 | José Javier Chamorro Rebollo   | Director general CENTUM Solutions, S.L. |
| 2010 | Emilio Mateu Sentamans         | Propietario de TCI Waterjet Tecnología de corte e ingeniería                                                                                |

## Premio Rey Jaime I de Compromiso Social
El Premio de Compromiso Social se convocó únicamente en 2015. Desapareció tras retirarle su patrocinio la Generalidad Valenciana.
| Año  | Galardonado                          | Trabajo |
| ---- | ------------------------------------ | ------- |
| 2015 | Asociación Española Contra el Cáncer |         |